# La Veuve
 La Veuve  es una población y comuna francesa, en la región de Champaña-Ardenas, departamento de Marne, en el distrito de Châlons-en-Champagne y cantón de Châlons-en-Champagne-2.

## Demografía
| 268 | 234 | 288 | 347 | 522 | 534 |
| Para los censos de 1962 a 1999 la población legal corresponde a la población sin duplicidades (Fuente: INSEE [Consultar]) |     |     |     |     |     |